# كتشوا
كيشوا (Qhichwa Simi وتعني: لغة المنطقة المعتدلة) هي عائلة لغوية نشأت في وسط جبال الأنديز التي تمتد عبر الجزء الغربي من أمريكا الجنوبية.

## تاريخ
في أمريكا الجنوبية استُعملت لغة كيشوا على نطاق واسع في جميع أنحاء وسط جبال الأنديز قبل فترة طويلة من الوقت من قبل الأمريكيين الأصليين الانكا، واليوم لا تزال تستعمل بمختلف أشكالها الإقليمية (ما يسمى ب 'اللهجات') من قبل 10 ملايين شخص في أجزاء كبيرة من أمريكا الجنوبية، بما فيها البيرو، وجنوب - غرب ووسط بوليفيا وجنوب كولومبيا وإكوادور، شمال غرب الأرجنتين وشمال شيلي. وهي أكثر لغة منطوقة على نطاق واسع من الشعوب الأصلية في الأمريكتين. تعدّ في دساتير كولومبيا، إكوادور والبيرو كلغة رسمية بعد الإسبانية.
اللهجات المختلفة للكيشوا كانت تستعمل على نطاق واسع في جميع أنحاء منطقة الأنديز قبل فترة طويلة من قيام دولة الإنكا في القرن الخامس عشر. الانكا قدمت لهجة واحدة من الكويتشوا وهي الكيتشوا الكلاسيكية. بعد توسع الإمبراطورية أصبحت لغتها الرسمية، وأصبحت هذه اللهجة باقية على هذا الوضع حتى بعد الغزو الإسباني في القرن السادس عشر.